# Voulez-Vous (singel)
„Voulez-Vous” – singel szwedzkiego zespołu ABBA, który promował album o tym samym tytule. Björn Ulvaeus i Benny Andersson są autorami słów i muzyki do utworu, który zaśpiewały Agnetha Fältskog i Anni-Frid Lyngstad. W USA singel został wydany z podwójną stroną A z utworem „Angeleyes”.

## Promowanie singla
- Auplauso, 300 Milliones, Hiszpania[2]
- Koncert na Wembley, Wielka Brytania
- Koncert w Kopenhadze, Dania[3]